# Weberbauerocereus weberbaueri
Weberbauerocereus weberbaueri là một loài thực vật có hoa trong họ Cactaceae. Loài này được (K. Schum. ex Vaupel) Backeb. miêu tả khoa học đầu tiên năm 1958.